# Loi pour une école de la confiance
Lire en ligne

Texte de la loi sur Légifrance

La loi no 2019-791 du 26 juillet 2019 pour une école de la confiance, aussi appelée « loi Blanquer », est une loi française portée par Jean-Michel Blanquer, ministre de l'Éducation nationale, au nom du gouvernement d'Édouard Philippe.

## Élaboration de la loi

### Débats parlementaires
Le projet de loi a été présenté au Conseil des ministres le 5 décembre 2018 et déposé le même jour à l'Assemblée nationale Examiné au Parlement en procédure accélérée, il a été adopté en première lecture le 19 février 2019.

## Réformes

### Instruction obligatoire dès 3 ans
La loi abaisse de six à trois ans l'âge à partir duquel l'instruction est obligatoire. La mesure n'a que peu d'effet en France métropolitaine, où 98 % des enfants de cette tranche d'âge sont déjà scolarisés, mais est un enjeu important pour des territoires d'outre-mer comme la Guyane et Mayotte.

### Symboles républicains
La loi rend obligatoire la présence du drapeau français et du drapeau européen dans les salles de classe. La devise « Liberté, Égalité, Fraternité » et les paroles de La Marseillaise doivent également être affichées.

### Obligation de formation jusqu'à 18 ans
L'instruction obligatoire des jeunes jusqu'à 16 ans est complétée par l'obligation de formation jusqu'à l'âge de 18 ans. L'objectif est qu'aucun jeune ne se retrouve dans une situation où « il ne serait ni en études, ni en formation, ni en emploi » (NEET) et, ce faisant, de lutter contre les risques d'exclusion,,.
L'obligation de formation jusqu'à 18 ans fait partie des mesures de la stratégie nationale de prévention et de lutte contre la pauvreté, présentée par le président de la République, Emmanuel Macron, en septembre 2018.
Pour faciliter la mise en œuvre de cette mesure, une mission a été confiée, par le Premier ministre Édouard Philippe, à la députée Sylvie Charrière et au président de la mission locale et de la maison de l’emploi, Patrick Roger. Ils lui ont remis leur rapport le 18 janvier 2020.

### Le droit à une scolarité sans harcèlement
La loi pointe la gravité du harcèlement scolaire qui peut avoir des conséquences sur la santé psychologique, l’intégration sociale, et les résultats scolaires. Elle renforce la nécessité de mise en place d’actions de sensibilisation et de vigilance de la communauté éducative.

### De meilleures conditions d’accompagnement des enfants en situation de handicap
Les AESH (accompagnants des élèves en situation de handicap) sont recrutés en CDD de 3 ans minimum, avec une formation initiale de 60h au préalable. Un entretien entre l’AESH, les professeurs et les parents est organisé avant l’exercice de ses fonctions. L’organisation et la gestion des moyens est désormais faite par le Pial (pôle inclusif d’accompagnement localisé).

### Réforme des programmes du lycée professionnel
Le nombre d'heures consacrées aux enseignements généraux (mathématiques-sciences, lettres-histoire, langues vivantes, éducation physique et sportive) est significativement réduit.

## Réception
En avril 2019, des syndications enseignants et des associations de parents d'élèves organisent deux journées de grève contre le projet de loi.
D'après l'historienne et essayiste Laurence De Cock, « si l'éducation nationale n'a jamais été très douée pour faire fonctionner l'ascenseur social, le projet de loi pour une école de la confiance en a même abandonné l'ambition. L'objectif de démocratisation scolaire [...] laisse place à un modèle concurrentiel, où les déterminismes sociaux se trouvent contrebalancés par des coups de pouce individualisés aux plus « méritants » ». Elle reproche également à la nouvelle loi de reposer « sur un double verrouillage : la mise au pas des enseignants, inscrite dans l'article premier, qui insiste sur l'« exemplarité » du personnel et sur le « respect de l'institution scolaire, dans ses principes comme dans son fonctionnement » ; et la suppression de toute structure indépendante du pouvoir pour évaluer l'efficacité des réformes en cours, une mission jusqu'alors assurée par le Conseil national d'évaluation du système scolaire (Cnesco). Ni contestation ni évaluation, voilà une « école de la confiance » bien ficelée. »